# Baszkföld (autonóm közösség)
Baszkföld (baszkul: Euskadi, spanyolul: País Vasco) Spanyolország önálló autonóm közössége (baszk hivatalos neve Euskal Autonomia Erkidegoa, azaz Baszk Autonóm Közösség) az ország északi részén.
A történelmi Baszkföld (baszkul: Euskal Herria) 20 664 km²; a Pireneusoktól kissé nyugatra, a Vizcayai-öböl mentén fekszik. Hét ún. „herrialdes”-ből (megyéből) áll; ezeken jelenleg két európai állam osztozik: Araba (spanyolul Álava), Bizkaia (spanyolul Vizcaya), Gipuzkoa (spanyolul Guipúzcoa) és Nafarroa (vagy Nafarroa Garaia, spanyolul Navarra) Spanyolország, Lapurdi (franciául Labourd), Zuberoa (franciául Soule) és Nafarroa Beherea (franciául Basse-Navarre) pedig Franciaország része.

## Elnevezése
- Spanyol nevének eredete első lakóinak nevéből (vascones) származik.
- Baszk (euskera) neve: Euskadi, az Euskal Herria (baszk haza) kifejezésből rövidült.

## Földrajzi helyzete
Az Ibériai-félsziget északi részén, a Vizcayai-öböl déli partjának legkeletibb részén terül el.
Határai: északon – a Vizcayai-öböl, nyugaton Kantábria, valamint Kasztília és León, délen La Rioja, keleten Navarra és Franciaország. A francia–spanyol határ a Bidasoa folyó mentén húzódik.
Területe két enklávét ölel körül. Közülük a nagyobbik, Trevino Arabában,Valle de Villaverde pedig Bizkaiában van.
Kiterjedése: 7234 km² – ezzel a 13. legnagyobb spanyol tartomány.

## Történelem
409-ben, amikor a nyugati gótok megtámadták Hispaniát, a terület lakosai alánok és szvébek voltak. A nyugati gótokat a század végén a frankok űzték ki.
581-ben a baszkföldi főúr megalapította Victoriaco (ma: Vitoria) települést. A 8. században átmenetileg az arabok foglalták el a területet, de 778-ban Roland őrgróf kiűzte őket.
816 és 851 között a keresztény Iñigo Arista uralkodott Baszkföldön, és a területet Pamplonához csatolta.

## Közigazgatás
Fővárosa: Vitoria-Gasteiz (baszkul: Gasteiz). (Hivatalosan csupán Araba/Álava tartomány székhelye, de mivel itt székelnek a Baszk Autonóm Közösség legfontosabb intézményei, a parlament és kormány, de facto fővárosnak tekinthető.)
Baszkföld három tartománya:
| Tartomány | Terület (km²) | Népesség (fő) | Népsűrűség (fő/km²) | Települések száma | Székhely               |
| --------- | ------------- | ------------- | ------------------- | ----------------- | ---------------------- |
| Araba     | 3037,3        | 286 387       | 94,3                | 51                | Vitoria-Gasteiz        |
| Gipuzkoa  | 1980,3        | 673 563       | 340,1               | 88                | Donostia-San Sebastián |
| Bizkaia   | 2217,2        | 1 122 637     | 506,3               | 111               | Bilbao (Bilbo)         |
| Összesen  | 7234,8        | 2 082 587     | 287,9               | 250               | –                      |

## Politika

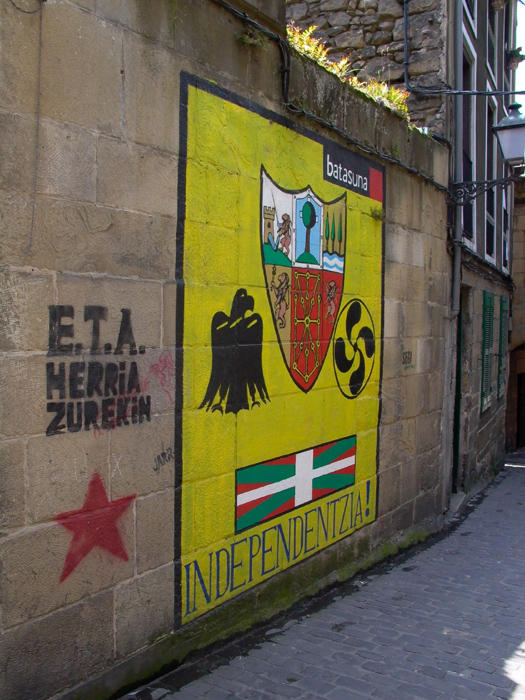
Batasuna- és ETA-szimpatizáns falfestés

A 2005. évi választáson az alábbi pártok jutottak be a Baszk Parlamentbe:
- Baszk Nacionalista Párt (b. Euzko Alderdi Jeltzalea, sp. Partido Nacionalista Vasco), (rövidítve: EAJ-PNV): alapítva 1895.
- Baszk Szocialista Párt (b. Euskadiko Ezkerra, sp. Partido Socialista de Euskadi), (rövidítve: PSE-EE): alapítva 1879.
- Baszk Néppárt (sp. Partido Popular del País Vasco) (rövidítve: PP): alapítva 1976 mint Alianza Popular, majd 1989 mint Partido Popular.
- Baszkföld Kommunista Pártja (b. Euskal Herrialdeetako Alderdi Komunista, sp. Partido Comunista de las Tierras Vascas), (rövidítve: PCTV/EHAK): alapítva 2002.
- Eusko Alkartasuna, (rövidítve: EA): alapítva 1986.
- Baloldali Egység-Zöldek (b. Ezker Batua-Berdeak , sp. Izquierda Unida-Los Verdes): alapítva 1986.
- Aralar: alapítva 2000. Függetlenségi nacionalista párt.

További politikai tömörülések:
- Baszk Nacionalista Akció (b. Eusko Abertzale Ekintza, sp. Acción Nacionalista Vasca), (rövidítve: EAE-ANV), alapítva: 1930, történelmi, függetlenségi nacionalista párt szocialista jelleggel.
- Batasuna: illegálisan működő párt, melyet a pártokról szóló 2002/6. törvény alapján Spanyolországban betiltottak, ezért a Baszk Parlamentben sem képviseltetheti magát; működését Franciaországban engedélyezik.
- ETA, Euskadi ta Askatasuna (magyarul: Baszkföld és Szabadság): 1958-ban alapított nacionalista függetlenségi mozgalom, melynek katonai szárnya, mint terrorista szervezet a 2011. október 20-án véglegesnek meghirdetett fegyverletételéig számos merényletet követett el.

## Népesség
Baszkföld demográfiai változásai 1857–2006 között az Spanyol Nemzeti Statisztikai Hivatal (INE) adatai alapján:
| Baszkföld demográfiája Spanyolország népességének arányában | Baszkföld demográfiája Spanyolország népességének arányában | Baszkföld demográfiája Spanyolország népességének arányában | Baszkföld demográfiája Spanyolország népességének arányában | Baszkföld demográfiája Spanyolország népességének arányában | Baszkföld demográfiája Spanyolország népességének arányában | Baszkföld demográfiája Spanyolország népességének arányában | Baszkföld demográfiája Spanyolország népességének arányában |
|                                                             | 1857                                                        | 1900                                                        | 1910                                                        | 1920                                                        | 1930                                                        | 1940                                                        | 1950                                                        |
| ----------------------------------------------------------- | ----------------------------------------------------------- | ----------------------------------------------------------- | ----------------------------------------------------------- | ----------------------------------------------------------- | ----------------------------------------------------------- | ----------------------------------------------------------- | ----------------------------------------------------------- |
| Lakosság                                                    | 413.470                                                     | 603.596                                                     | 673.788                                                     | 766.775                                                     | 891.710                                                     | 955.764                                                     | 1.061.240                                                   |
| Százalékarány                                               | 2,67%                                                       | 3,24%                                                       | 3,37%                                                       | 3,58%                                                       | 3,77%                                                       | 3,67%                                                       | 3,77%                                                       |
|                                                             | 1960                                                        | 1970                                                        | 1981                                                        | 1991                                                        | 1996                                                        | 2001                                                        | 2006                                                        |
| Lakosság                                                    | 1.371.654                                                   | 1.878.636                                                   | 2.134.763                                                   | 2.109.009                                                   | 2.098.055                                                   | 2.101.478                                                   | 2.133.684                                                   |
| Százalékarány                                               | 4,49%                                                       | 5,53%                                                       | 5,66%                                                       | 5,35%                                                       | 5,29%                                                       | 5,11%                                                       | 4,77%                                                       |

Baszkföld legnépesebb települései a Spanyol Nemzeti Statisztikai Hivatal (INE) 2005. januári adatai alapján:
| Baszkföld legnépesebb települései (2006) | Baszkföld legnépesebb települései (2006) | Baszkföld legnépesebb települései (2006) |
| Sorrend                                  | Település                                | Lakosság                                 |
| ---------------------------------------- | ---------------------------------------- | ---------------------------------------- |
| 1.                                       | Bilbao                                   | 354.145                                  |
| 2.                                       | Vitoria-Gasteiz                          | 227.568                                  |
| 3.                                       | Donostia-San Sebastián                   | 183.308                                  |
| 4.                                       | Barakaldo                                | 95.640                                   |
| 5.                                       | Getxo                                    | 82.327                                   |
| 6.                                       | Irun                                     | 60.261                                   |
| 7.                                       | Portugalete                              | 49.118                                   |
| 8.                                       | Santurtzi                                | 47.320                                   |
| 9.                                       | Basauri                                  | 45.085                                   |
| 10.                                      | Errenteria                               | 37.853                                   |

### Nyelvek
Baszkföldön évszázadok óta két nyelven beszélnek, spanyolul és baszkul. 2001–ben a lakosság 51%-a csak spanyolul, 32%-a spanyolul és baszkul beszélőnek vallotta magát. 18%–a úgy nyilatkozott, hogy érti a baszk nyelvet, de nyelvi nehézségei vannak.  Azóta ez az arány a kétnyelvűség javára változott.
A baszk nem indoeurópai eredetű nyelv, melyet jelenleg Észak-Spanyolország néhány területén, Baszkföldön és Észak-Navarrában, illetve Franciaország legdélnyugatibb részében, Francia – Baszkföldön, az Atlanti – Pireneusok régiójában beszélnek több dialektusban. Nyelvrokonsága ismeretlen, egyike a legősibb Európában használt nyelveknek.
- Spanyolul a baszk nyelv: euskera, vascuence, vasco, lengua vasca.
- Baszkul a baszk nyelv: euskara, több dialektussal együtt, mint euskera, eskuara vagy üskara.

## Kultúra
Baszk nyelven alkotó költők, írók: Bernard Etxepare,  Pedro de Axular, Bernardo Atxaga, Gabriel Aresti, Arantxa Urretabizkaia, Evaristo Bustinza, Eusebio Erkiaga, José Manuel Etxeita, Xabier Gereño, Joseba Sarrionandia, Juan Antonio Mogel Urkiza, Mikel Zárate, Unai Elorriaga, Jon Mirande.

### Kulturális intézmények
Jelentős múzeumok, kiállítások, gyűjtemények:
- Baszk Régészeti, Néprajzi és Történeti Múzeum (Museo Arqueológico, Etnográfico e Histórico Vasco, röviden Museo Vasco), Bilbao
- Guggenheim Múzeum (Museo Guggenheim), Bilbao: kortárs művészeti gyűjteményt felvonultató monumentális, modern épület, a Solomon R. Guggenheim Alapítvány tulajdona.
- Szépművészeti Múzeum, Bilbao: 1905-ben bilbaói pénzemberek hozták létre két épületben. Egyik a klasszikus, másik a modern festészetet mutatja be. Olyan művészek képei kaptak itt helyet, mint El Greco, Ribera, Murillo, Zurbarán, Goya, Gauguin, Bacon, Tápies vagy a baszk Regoyos, Zuloaga, Arteta és Chillida.
- Zuloaga-múzeum, Zumaia, Gipuzkoa

## Híres baszkok
- Loyolai Szent Ignác (Azpeitia, 1491 - Róma, 1556) katona, költő, pap, a jezsuita rend alapítója, a római katolikus egyház szentje
- Juan Crisóstomo de Arriaga (Bilbao, 1806 - Párizs, 1826) zeneszerző
- Eduardo Chillida Juantegui (San Sebastián, 1924 - San Sebastián, 2002) szobrászművész; monumentális absztrakt szobrai tették híressé, 1985-ben elnyerte a Wolf-díjat.
- Andoni Goikoetxea (Barakaldo, 1956) labdarúgó, edző
- Andoni Zubizarreta (Vitoria-Gasteiz, 1961) labdarúgó (kapus)
- Ainhoa Arteta (Tolosa, 1964) operaénekes (szoprán)
- Bixente Lizarazu (Saint-Jean-de-Luz, 1969) világ- és Európa-bajnok labdarúgó (francia színekben)
- Itziar Ituño (Basauri, 1974) színésznő